# Dumas (Texas)
Dumas és una població dels Estats Units a l'estat de Texas. Segons el cens del 2000 tenia 13.747 habitants.

## Demografia
Segons el cens del 2000, Dumas tenia 13.747 habitants, 4.755 habitatges, i 3.675 famílies. La densitat de població era de 1.034,6 habitants/km².
Dels 4.755 habitatges en un 42,6% hi vivien nens de menys de 18 anys, en un 63,6% hi vivien parelles casades, en un 9,2% dones solteres, i en un 22,7% no eren unitats familiars. En el 19,7% dels habitatges hi vivien persones soles el 9,4% de les quals corresponia a persones de 65 anys o més que vivien soles. El nombre mitjà de persones vivint en cada habitatge era de 2,85 i el nombre mitjà de persones que vivien en cada família era de 3,29.
Per edats la població es repartia de la següent manera: un 32,3% tenia menys de 18 anys, un 8,9% entre 18 i 24, un 28% entre 25 i 44, un 18,7% de 45 a 60 i un 12,1% 65 anys o més.
L'edat mediana era de 31 anys. Per cada 100 dones de 18 o més anys hi havia 94,4 homes.
La renda mediana per habitatge era de 36.147 $ i la renda mediana per família de 39.652 $. Els homes tenien una renda mediana de 30.833 $ mentre que les dones 19.967 $. La renda per capita de la població era de 16.180 $. Aproximadament el 8,7% de les famílies i el 12,8% de la població estaven per davall del llindar de pobresa.

## Poblacions més properes
El següent diagrama mostra les poblacions més properes.